# 마에야마다 켄이치

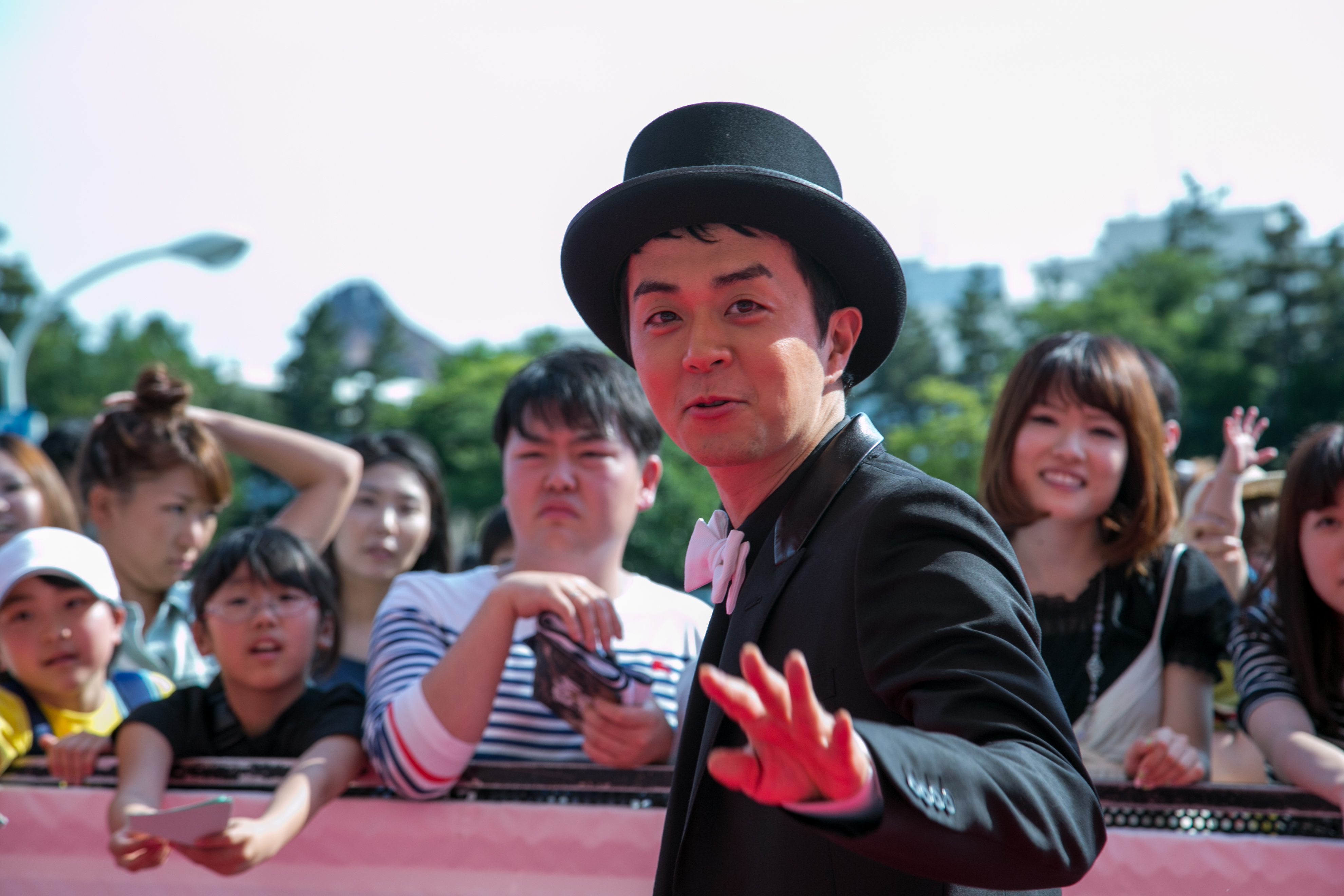

마에야마다 켄이치(前山田 健一, 1980년 7월 4일 ~)는 일본의 음악가이자 작사가, 작곡가, 편곡가이다. 오사카 부 오사카 시 출신이며 가수나 탤런트로 활동할 시에는 햐다인(ヒャダイン)이라는 예명을 사용한다. AKB48, 동방신기, 모모이로 클로버 Z 등 여러 가수의 노래를 담당했다.